# Myotis
Myotis is een geslacht van vleermuizen uit de familie der gladneuzen dat over de hele wereld voorkomt. Het geslacht ontbreekt slechts op geïsoleerde oceanische eilanden en in gebieden met zeer extreme klimaten. Myotis heeft van alle zoogdiergeslachten de grootste natuurlijke verspreiding en het is met meer dan 100 soorten na Crocidura het grootste geslacht van de zoogdieren en het grootste van de vleermuizen.

## Kenmerken
De totale lengte van dit dier bedraagt 81 mm, de staartlengte 35 mm, de achtervoetlengte 10 mm, de oorlengte 13 mm, de voorarmlengte 33 mm en het gewicht 6 g. 
Door het zeer grote aantal soorten is het moeilijk om algemene kenmerken voor dit geslacht te geven. Ze hebben een smalle, puntige tragus en drie valse kiezen in elke kaakhelft.

## Onderverdeling
Myotis wordt meestal tot de onderfamilie Vespertilioninae gerekend, maar volgens genetisch onderzoek is het nauwer verwant aan de Kerivoulinae en Murininae; daarom wordt het nu in de onderfamilie Myotinae geplaatst. Ook de geslachten Cistugo en Lasionycteris zijn in deze onderfamilie geplaatst, maar beide blijken genetisch niet nauw verwant aan Myotis te zijn. De fossiele geslachten Miomyotis, Oligomyotis, Stehlinia en Suaptenos behoren mogelijk wel tot de Myotinae.
Ook de indeling binnen Myotis is door genetische methodes sterk veranderd. Het geslacht werd traditioneel in drie belangrijke ondergeslachten onderverdeeld, Myotis (sensu stricto), Leuconoe en Selysius, met daarnaast soms een of meerdere kleinere ondergeslachten als Chrysopteron, Isotus en Pizonyx (ook Cistugo is lange tijd als een ondergeslacht van Myotis gezien). Volgens genetisch onderzoek zijn de drie traditionele ondergeslachten Myotis, Leuconoe en Selysius echter duidelijk polyfyletisch; in plaats daarvan werd er een tweedeling gevonden tussen soorten uit de Nieuwe Wereld plus Brandts vleermuis en de Japanse vorm van de baardvleermuis (nu Myotis gracilis genoemd) aan de ene kant en soorten uit de Oude Wereld behalve Brandts vleermuis aan de andere kant. De groep uit de Nieuwe Wereld wordt tot het ondergeslacht Aeorestes Fitzinger, 1870 gerekend, dat daarvoor lange tijd in onbruik was geweest, terwijl de soorten uit de Oude Wereld tot het ondergeslacht Myotis blijven behoren. De Taiwanese soort Myotis latirostris valt buiten deze tweedeling en blijkt de zustergroep van alle andere soorten van Myotis te zijn. De indeling op het niveau van soort is bij veel groepen nog zeer onduidelijk, mede door het nieuwe licht dat genetische methodes werpen op de verwantschappen van deze vleermuizen.

## Verspreiding
Naar alle waarschijnlijkheid bestaan er nog wel enkele onbeschreven soorten binnen Myotis. Een enkel exemplaar uit het Kitangladgebergte (Mindanao, Filipijnen) lijkt op zowel M. ater als M. muricola, maar behoort waarschijnlijk tot geen van beide soorten. Genetisch onderzoek naar de M. adversus-groep in Australië wees uit dat er naast M. moluccarum naar alle waarschijnlijkheid nog een Myotis in Papoea-Nieuw-Guinea voorkomt.

## Soorten
Er worden 140 soorten in dit geslacht geplaatst:
- Myotis adversus
- Myotis albescens
- Myotis alcathoe
- Myotis altarium
- Myotis alticraniatus
- Myotis ancricola
- Myotis anjouanensis
- Myotis annatessae
- Myotis annectans
- Myotis arescens
- Myotis armiensis
- Myotis atacamensis
- Myotis ater
- Myotis attenboroughi
- Myotis auriculus
- Myotis australis
- Myotis austroriparius
- Myotis bakeri
- Myotis barquezi
- Myotis bartelsii
- Myotis bechsteinii – Langoorvleermuis
- Myotis belgicus
- Myotis blythii – Kleine vale vleermuis
- Myotis bocagii
- Myotis bombinus
- Myotis borneoensis
- Myotis brandtii – Brandts vleermuis
- Myotis bucharensis
- Myotis californicus
- Myotis capaccinii – Capaccini's vleermuis
- Myotis carteri
- Myotis caucensis
- Myotis chiloensis
- Myotis chinensis
- Myotis ciliolabrum
- Myotis clydejonesi
- Myotis cobanensis – Gualtemalteekse muisoorvleermuis
- Myotis crypticus
- Myotis dasycneme – Meervleermuis
- Myotis daubentonii – Watervleermuis
- Myotis davidii
- Myotis dieteri
- Myotis diminutus
- Myotis dominicensis
- Myotis elegans
- Myotis emarginatus – Ingekorven vleermuis
- Myotis escalerai
- Myotis evotis
- Myotis extremus
- Myotis federatus
- Myotis fimbriatus
- Myotis findleyi
- Myotis formosus
- Myotis fortidens
- Myotis frater
- Myotis gomantongensis
- Myotis goudoti
- Myotis grisescens
- Myotis guarani
- Myotis handleyi
- Myotis hasseltii
- Myotis hayesi
- Myotis hermani
- Myotis himalaicus
- Myotis horsfieldii
- Myotis hoveli
- Myotis hyrcanicus
- Myotis ikonnikovi
- Myotis indochinensis
- Myotis insularum
- Myotis izecksohni
- Myotis keaysi
- Myotis keenii
- Myotis laniger
- Myotis larensis
- Myotis lavali
- Myotis leibii
- Myotis levis
- Myotis longicaudatus
- Myotis longipes
- Myotis lucifugus – Kleine bruine vleermuis
- Myotis macrodactylus
- Myotis macropus
- Myotis macrotarsus
- Myotis martiniquensis
- Myotis midastactus
- Myotis moluccarum
- Myotis montivagus
- Myotis moratellii
- Myotis morrisi
- Myotis muricola
- Myotis myotis – Vale vleermuis
- Myotis mystacinus – Baardvleermuis
- Myotis nattereri – Franjestaart
- Myotis nesopolus
- Myotis nigricans
- Myotis nimbaensis[2]
- Myotis nipalensis
- Myotis nustrale
- Myotis nyctor
- Myotis occultus
- Myotis oxyotus
- Myotis pampa
- Myotis pequinius
- Myotis petax
- Myotis peytoni
- Myotis phanluongi
- Myotis pilosatibialis
- Myotis pilosus
- Myotis planiceps
- Myotis pruinosus
- Myotis punicus
- Myotis ridleyi
- Myotis riparius
- Myotis rosseti
- Myotis ruber
- Myotis rufoniger
- Myotis rufopictus
- Myotis schaubi
- Myotis scotti
- Myotis secundus
- Myotis septentrionalis
- Myotis sibiricus
- Myotis sicarius
- Myotis siligorensis
- Myotis simus
- Myotis sodalis
- Myotis soror
- Myotis sowerbyi
- Myotis stalkeri
- Myotis thysanodes
- Myotis tricolor
- Myotis tschuliensis
- Myotis velifer
- Myotis vivesi – Visetende vleermuis
- Myotis volans
- Myotis weberi
- Myotis welwitschii – Welwitschvleermuis
- Myotis yanbarensis
- Myotis yumanensis
- Myotis zenatius